# Alpha Centauri B
Alpha Centauri B is een ster van het type oranje dwerg in het sterrenbeeld Centaur. Ze bevindt zich op 4,4 lichtjaar van de Zon en is na Proxima Centauri de meest nabije ster, samen met Alpha Centauri A met wie ze de dubbelster Alpha Centauri vormt.
Rond de ster draait vermoedelijk een planeet, Alpha Centauri Bb.